# Francisco Pacheco

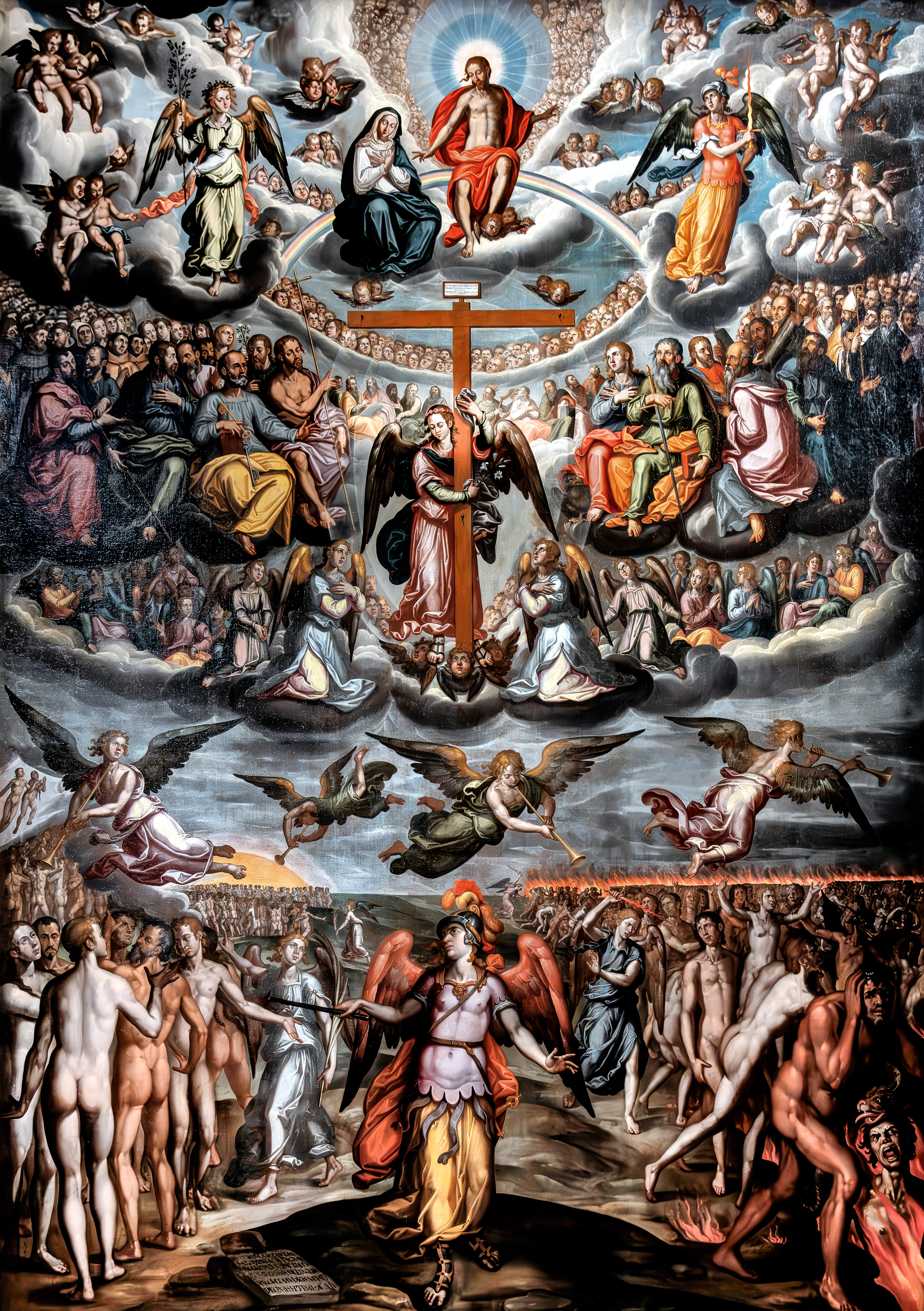
Yttersta domen, framställd av Francisco Pacheco.

Francisco Pacheco, född (döpt den 3 november) 1564, död den 27 november 1644 i Sevilla, var en spansk målare, författare och poet. Han utförde beställningar för ett flertal religiösa institutioner. 
Pachero slöt sig till den italianiserade riktningen inom måleriet och var dess siste betydande representant. Han var mycket använd som porträttmålare men fick sin största betydelse som lärare. En av hans elever var Diego Velázquez, som även gifte sig med Pachecos dotter, Juana.